# 格力·卡夫卡特
格力·佐治·卡夫卡特（英語：Craig George Cathcart；1989年2月6日—）是一名北愛爾蘭足球運動員，司職中堅。現效力於比甲球隊哥積克，亦是北愛爾蘭足球代表隊成員。曾擔任北愛爾蘭U21的隊長。
卡夫卡特出身曼聯青訓學院，曾被借用到比利時球會安特卫普及英冠球會普利茅夫和屈福特，於2010年加盟剛升班英超的黑池。

## 生平

### 球會
早年
曼聯
外借皇家安特卫普
外借英冠球會
黑池
2010年8月11日，英冠黑池從曼聯簽入21歲的卡夫卡特，轉會費金額沒有公佈，合約為期三年，另球會有選擇權可延長多一年。
2013年5月19日，英冠黑池宣佈有12名球員球會會執行合約內優先續約權條款延長一年合約，卡夫卡特為其中之一。

## 外部連結
- Soccerway資料庫：格力·卡夫卡特
- 足球数据库：格力·卡夫卡特的球员统计数据
- 黑池官網簡歷
- 曼聯官網簡歷 （页面存档备份，存于）
- 普利茅夫官網簡歷
- redStat 統計數據